# 安布勒维尔
安布勒维尔（法語：Imbleville，法語發音：[ɛ̃bləvil]）是法国滨海塞纳省的一个市镇，属于迪耶普区。

## 地理
安布勒维尔（49°42'55"N, 0°57'9"E）面积5.28 平方千米，位于法国诺曼底大区滨海塞纳省，该省份为法国北部沿海省份，其西部及北部濒大西洋英吉利海峡，东起顺时针与索姆省、瓦兹省、厄尔省和卡爾瓦多斯省接壤。
与安布勒维尔接壤的市镇（或旧市镇、城区）包括：瓦勒德萨讷、拉丰特莱、兰德伯夫、维伯夫。

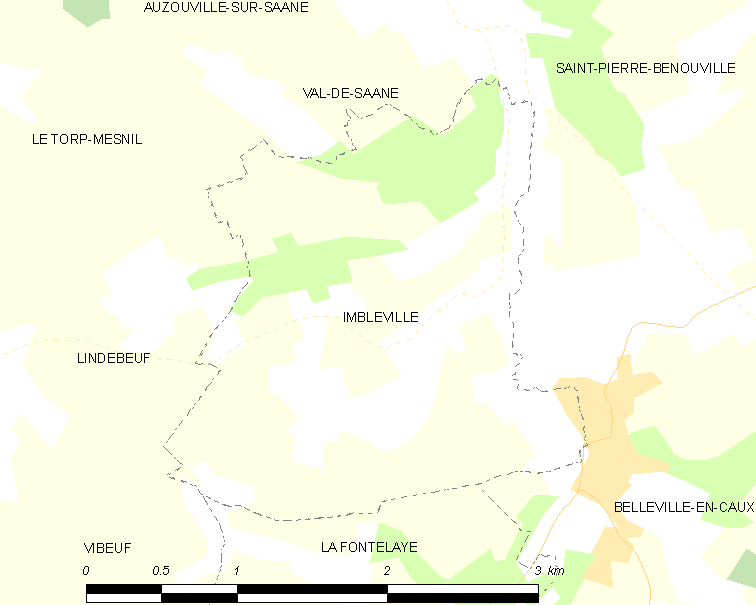
安布勒维尔的OSM定位图

安布勒维尔的时区为UTC+01:00、UTC+02:00（夏令时）。

## 行政
安布勒维尔的邮政编码为76890，INSEE市镇编码为76373。

## 政治
安布勒维尔所属的省级选区为吕讷赖县。

## 人口

1962-2008年间安布勒维尔人口变化图示

安布勒维尔于2022年1月1日时的人口数量为315人。